# Rhynchodontodes turamica
Rhynchodontodes turamica là một loài bướm đêm trong họ Erebidae.